# Lei mi parla ancora
Lei mi parla ancora è un film del 2021, diretto da Pupi Avati.
Il film è tratto dal romanzo Lei mi parla ancora. Memorie edite e inedite di un farmacista, scritto nel 2016, a 95 anni, da Giuseppe Sgarbi e poi ripubblicato nel 2021.

## Trama
Un anziano farmacista rimane vedovo dopo sessantacinque anni di matrimonio. I ricordi della sua storia con la moglie riaffiorano in lui con lucidità e ricchi di dettagli. La figlia dell'uomo, una nota editrice, decide di assumere uno scrittore affinché scriva un romanzo sulla vita dei genitori basandosi sui ricordi del padre.

## Produzione
Il film è stato girato in varie località della provincia ferrarese  (Ferrara, Riva del Po, Copparo) e nel Polesine (Stienta). Come protagonista è stato scelto Renato Pozzetto, al suo primo ruolo drammatico dopo 70 ruoli comici

## Distribuzione
Il film inizialmente sarebbe dovuto uscire al cinema, ma a causa della pandemia di COVID-19 è stato venduto dalla Vision Distribution a Sky Cinema che lo ha trasmesso in prima visione assoluta l'8 febbraio 2021.

## Premi e riconoscimenti
- 2021 - David di Donatello
  - Candidatura a migliore sceneggiatura adattata per Pupi Avati e Tommaso Avati
  - Candidatura a miglior attore protagonista per Renato Pozzetto
- 2021 - Nastro d'argento[4]
  - Premio speciale 75 a Renato Pozzetto
  - Candidatura per il miglior film
  - Candidatura a miglior regista per Pupi Avati
  - Candidatura a migliore attore non protagonista per Fabrizio Gifuni